# Melliera chorotega
Melliera chorotega es una especie de mantis de la familia Mantidae.

## Distribución geográfica
Se encuentra en Costa Rica y México.